# Biehler-Fort

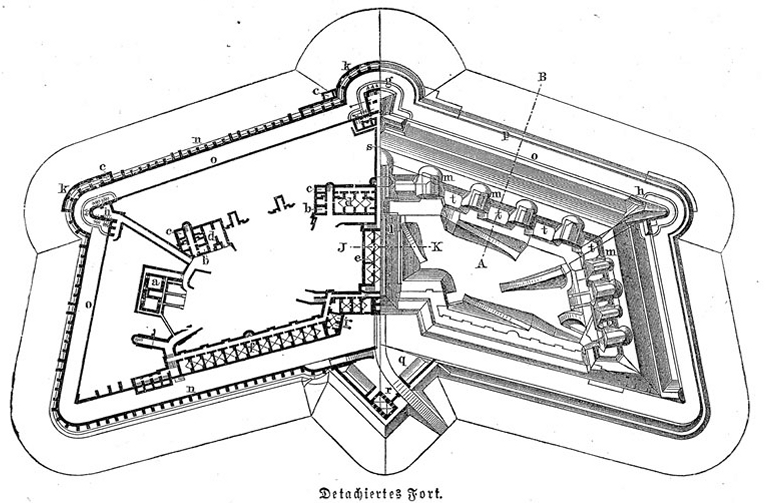
Grundriss eines Biehlerschen Einheitsforts

Biehler-Fort, auch Biehlersches Einheitsfort oder Schemafort genannt, ist die Bezeichnung für ein auf Hans Alexis von Biehler zurückgehendes in gleicher Form mehrmals gebautes preußisches Festungswerk des späten 19. Jahrhunderts. Es basiert auf der seit dem 17. Jahrhundert verwendeten, als Lünette (je zwei Front- und zwei Flankenmauern) bezeichneten Grundform einer Festung und löste das neupreußische und das Bastionärsystem in Deutschland ab. Zwischen 1870 und 1890 entstanden etwa 70 dieser standardisierten Festungswerke.

## Geschichte

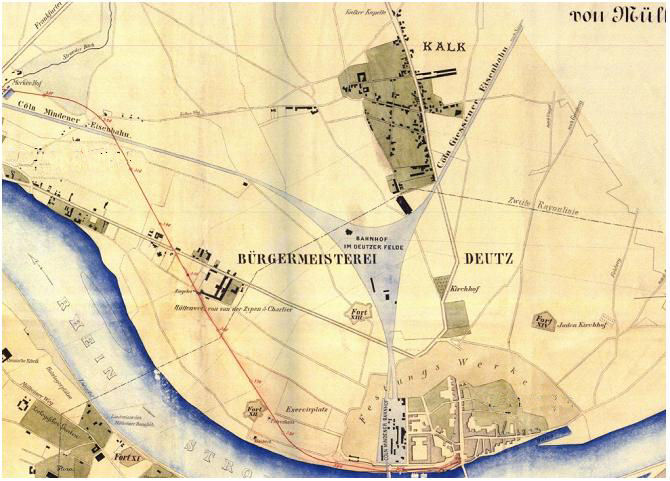
Schemaforts in Köln-Kalk

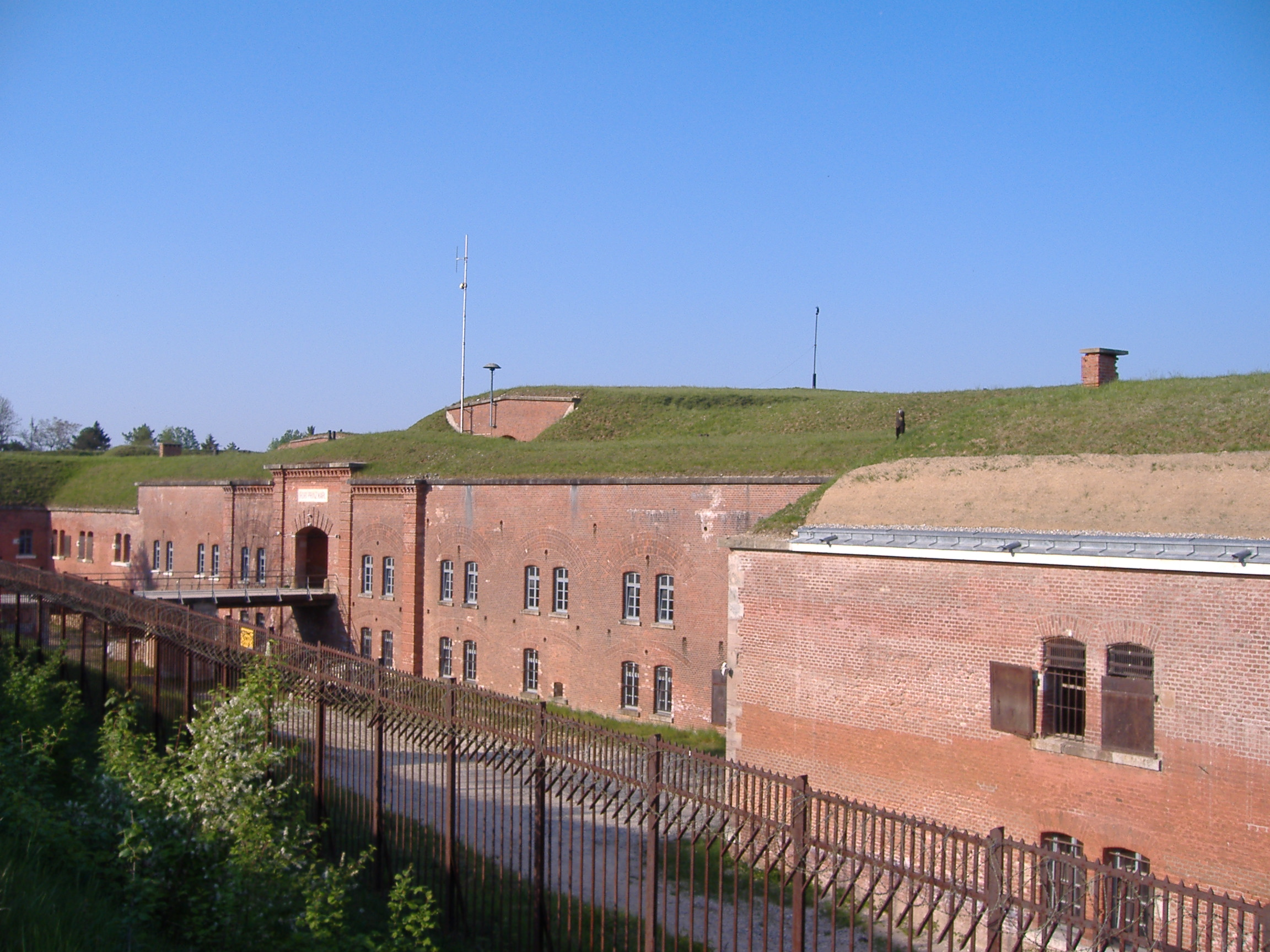
Fort VI Prinz Karl, Kehlkaserne

Im Vergleich zum Polygonalsystem der neupreußischen Forts waren diese detachierten Gürtelforts (Außenforts) tiefer in das umgebende Gelände eingebettet und erstreckten sich über eine deutlich größere Breite. Der Festungsgürtel wurde wesentlich erweitert, um der modernen Artillerie – Schutz vor der Wirkung gezogener Geschütze – gerecht zu werden. Die Forts des neuen Systems kombinierten Distanzwaffen und Kurzwaffen in neuer Weise. Ein potentieller Grabenübergang musste energisch bekämpft werden, was durch gedecktes Feuer zu geschehen hatte, gegen das der Feind nur unzulänglich mit seinen Feldbatterien vorgehen konnte. Wegen des größeren Abstands zur Stadt wurden sie meist mittels einer Festungsbahn angebunden.
Die preußischen Schemaforts wurden ab 1873 in großer Anzahl im Deutschen Reich gebaut: Die Festungsgürtel von Köln, Straßburg, Posen, Thorn, Königsberg und Ingolstadt wurden komplett aus Schemaforts gebaut, die Festungsgürtel von Metz, Küstrin, Spandau, Ulm, Mainz und Magdeburg nur teilweise.
Im Zuge der Brisanzgranatenkrise in den 1880er Jahren wurden alle Forts militärisch als entwertet betrachtet, so dass sie in den 1890er Jahren massiv umgebaut werden mussten. Sie bildeten im Südwesten des Reichsgebiets den Gegenpart zur französischen Barrière de fer.
Ein besonders gut erhaltenes Einheitsfort ist das Fort VI Prinz Karl bei Katharinenberg in der Nähe von Ingolstadt.